# 柴可夫斯基山
71°23′S 73°15′W / 71.383°S 73.250°W
柴可夫斯基山（英語：Mount Tchaikovsky）是南極洲的山峰，位於亞歷山大一世島西南部，處於德羅契爾半島北部，海拔高度600米，以俄羅斯作曲家彼得·伊里奇·柴可夫斯基命名。